# Marcia Ball

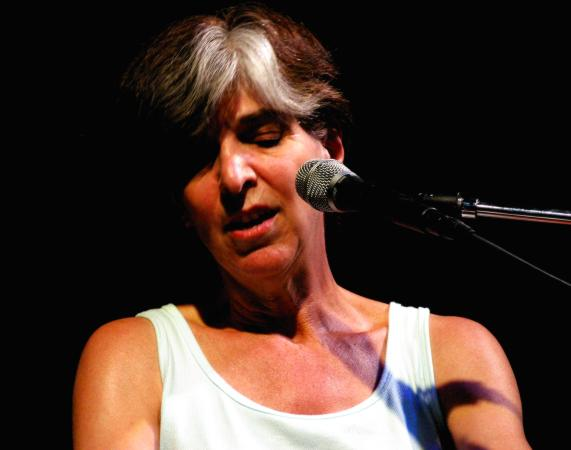
Marcia Ball in concert in 2005

Marcia Ball (Orange (Texas), 20 maart 1949) is een Amerikaans blues- en jazz-pianiste en zangeres.

## Biografie
Ball werd geboren in Texas maar groeide op in Vinton, Louisiana. Ze stamde uit een muzikale familie, begon al op vijfjarige leeftijd met pianospelen en had al vroeg interesse in de New Orleansjazz- en bluesstijl, zoals uitgevoerd werd door musici als Fats Domino, Professor Longhair en James Booker. In 1970 begon ze op eenentwintigjarige leeftijd een countrymuziek band genaamd Freda and the Firedogs in Austin, Texas en in 1974 begon ze haar solocarrière.

## Stijl
Ball staat bekend om haar pianostijl die blues laat samensmelten met elementen van zydeco, swampblues en boogiewoogie. Haar bekendste plaatopnamen stammen uit de jaren tachtig en begin jaren negentig en zijn uitgegeven door Rounder Records. Ball werd opgenomen in de Austin Music Hall of Fame in 1990.

## Discografie
- 1972 Freda and the Firedogs
- 1978 Circuit Queen
- 1984 Soulful Dress
- 1985 Hot Tamale Baby
- 1989 Gatorhythms
- 1990 Dreams Come True (met Lou Ann Barton en Angela Strehli)
- 1994 Blue House
- 1997 Let Me Play With Your Poodle
- 1998 Sing It! (met Tracy Nelson en Irma Thomas)
- 2001 Presumed Innocent
- 2003 So Many Rivers
- 2004 Live at Waterloo Records
- 2005 Live! Down The Road
- 2011 Roadside Attractions

## Films
- 2006 New Orleans Music in Exile